# Sam Brotherton
Sam Brotherton (Auckland, Nueva Zelanda, 29 de octubre de 1996) es un futbolista neozelandés que juega como defensor en el Forward Madison FC de la USL League One.

## Carrera
Debutó en 2014 jugando para el Wanderers. En 2015 se mudó a los Estados Unidos para jugar en el Wisconsin Badgers, equipo de la Universidad de Wisconsin-Madison. Permaneció en dicha universidad hasta enero de 2017, cuando fue contratado por el Sunderland de Inglaterra. No debutó con el equipo inglés, y dejó el club en el 2019.
El 29 de enero de 2019, Brotherton fichó por el North Carolina FC de la USL Championship. 

## Clubes
| Club                             | País           | Año             |
| -------------------------------- | -------------- | --------------- |
| Wanderers                        | Nueva Zelanda  | 2014 - 2015     |
| Wisconsin Badgers                | Estados Unidos | 2015 - 2017     |
| Sunderland                       | Inglaterra     | 2017 - 2019     |
| Blyth Spartans A. F. C. (cedido) | Inglaterra     | 2018            |
| North Carolina F. C.             | Estados Unidos | 2019-2021       |
| Auckland City F. C.              | Australia      | 2021-2022       |
| Forward Madison FC               | Estados Unidos | 2023-actualidad |

## Selección nacional
Con la selección neozelandesa sub-20 disputó la Copa Mundial de 2015, en la que le marcó un gol a Birmania en la victoria neozelandesa por 5-1. Con la selección sub-23 jugó tres partidos en los Juegos del Pacífico 2015.
Fue convocado para representar a la selección mayor por Anthony Hudson para un amistoso ante Corea del Sur en marzo de 2015. Su debut con el seleccionado mayor se produciría en noviembre al disputar el encuentro ante Omán. Al año siguiente consiguió el título en la Copa de las Naciones de la OFC 2016 y posteriormente fue convocado para la Copa FIFA Confederaciones 2017.

#### Partidos y goles internacionales
| Partidos y goles internacionales | Partidos y goles internacionales | Partidos y goles internacionales | Partidos y goles internacionales | Partidos y goles internacionales | Partidos y goles internacionales           | Partidos y goles internacionales |
| #                                | Fecha                            | Estadio                          | Rival                            | Resultado                        | Competición                                | Gol(es)                          |
| -------------------------------- | -------------------------------- | -------------------------------- | -------------------------------- | -------------------------------- | ------------------------------------------ | -------------------------------- |
| 2015                             |                                  |                                  |                                  |                                  |                                            |                                  |
| 1                                | 12 de noviembre                  | Estadio Al-Seeb, Mascate         | Omán                             | 1 – 0                            | Amistoso                                   |                                  |
| 2016                             |                                  |                                  |                                  |                                  |                                            |                                  |
| 2                                | 28 de mayo                       | Sir John Guise, Puerto Moresby   | Fiyi                             | 3 – 1                            | Copa de las Naciones de la OFC 2016        |                                  |
| 3                                | 31 de mayo                       | Sir John Guise, Puerto Moresby   | Vanuatu                          | 5 – 0                            | Copa de las Naciones de la OFC 2016        |                                  |
| 4                                | 4 de junio                       | Sir John Guise, Puerto Moresby   | Islas Salomón                    | 1 – 0                            | Copa de las Naciones de la OFC 2016        |                                  |
| 5                                | 8 de junio                       | Sir John Guise, Puerto Moresby   | Nueva Caledonia                  | 1 – 0                            | Copa de las Naciones de la OFC 2016        |                                  |
| 6                                | 11 de junio                      | Sir John Guise, Puerto Moresby   | Papúa Nueva Guinea               | 0 – 0                            | Copa de las Naciones de la OFC 2016        |                                  |
| 7                                | 11 de octubre                    | RFK Stadium, Washington D. C.    | Estados Unidos                   | 1 – 1                            | Amistoso                                   |                                  |
| 2017                             |                                  |                                  |                                  |                                  |                                            |                                  |
| 8                                | 1 de septiembre                  | Estadio North Harbour, Auckland  | Islas Salomón                    | 6 – 1                            | Clasificación para la Copa Mundial de 2018 |                                  |
| 9                                | 5 de septiembre                  | Estadio Lawson Tama, Honiara     | Islas Salomón                    | 2 – 2                            | Clasificación para la Copa Mundial de 2018 |                                  |
| 2018                             |                                  |                                  |                                  |                                  |                                            |                                  |
| 10                               | 24 de marzo                      | Pinatar Arena, Murcia            | Canadá                           | 0 – 1                            | Amistoso                                   |                                  |
| 11                               | 5 de junio                       | Mumbai Football Arena, Bombay    | China Taipéi                     | 1 – 0                            | Copa Intercontinental 2018                 |                                  |
| 12                               | 7 de junio                       | Mumbai Football Arena, Bombay    | India                            | 2 – 1                            | Copa Intercontinental 2018                 |                                  |